# ایندرک ویسناپو
ایندرک ویسناپو (استونیایی: Indrek Visnapuu؛ زادهٔ ۴ مهٔ ۱۹۷۶) بازیکن سابق و مربی بسکتبال اهل استونی است.
از باشگاه‌هایی که در آن بازی کرده‌است می‌توان به تیم بسکتبال دانشگاه تارتو اشاره کرد.